# Fred Borchelt
Earl Frederick Fred Borchelt (født 12. juni 1954 i New York City, New York, USA) er en amerikansk tidligere roer.
Borchelt var med i USA's otter, der vandt sølv ved OL 1984 i Los Angeles. Amerikanerne tabte knebent i finalen til Canada, der tog guldet, mens Australien fik bronze. Den øvrige besætning i amerikanernes båd var Andrew Sudduth, Chip Lubsen, John Terwilliger, Chris Penny, Tom Darling, Charles Clapp, Bruce Ibbetson og styrmand Bob Jaugstetter. Ved OL 1976 i Montreal var Borchelt med i amerikanernes firer med styrmand, der blev nr. 11.
Borchelt vandt desuden én sølv- og to bronzemedaljer ved VM i perioden 1979-1982.

## OL-medaljer
- 1984:  Sølv i otter